# NXT Women's North American Championship
O NXT Women's North American Championship (em português Campeonato Norte-Americano Feminino do NXT) é um campeonato de luta profissional feminino criado e promovido pela promoção americana WWE. É definido como o campeonato feminino secundário do NXT, a marca de desenvolvimento da promoção, sendo o primeiro campeonato secundário feminino na história da empresa. O título foi revelado no dia 6 de abril de 2024 e a campeã inaugural foi Kelani Jordan. A campeã atual é Sol Ruca, que está em seu primeiro reinado. Ela conquistou o título vago ao derrotar Zaria, Kelani Jordan, Izzi Dame, Lola Vice e Thea Hail em uma luta de escadas no Stand & Deliver em 19 de abril de 2025.

## História
Durante Stand & Deliver em 6 de abril de 2024, o evento da semana WrestleMania para WWE da marca de desenvolvimento NXT, o NXT Women's North American Championship foi anunciado pelo gerente geral da marca Ava. Este seria o equivalente ao NXT North American Championship masculino, marcando o primeiro campeonato secundário feminino na WWE. Durante a segunda semana de NXT: Spring Breakin' em 30 de abril, Ava anunciou que o campeão inaugural seria coroado em uma luta de escadas de seis mulheres em NXT Battleground em 9 de junho de 2024. Para determinar os participantes, houve um combinado, e os 12 principais nomes que impressionassem competiriam em lutas classificatórias. As seis vencedoras de cada qualificatória avançariam para a luta de classificação.
No episódio de 7 de maio do NXT, Ava anunciou que Sol Ruca, Thea Hail da Chase University, Jaida Parker do OTM, Brinley Reece, Michin do The O.C. (vinda do SmackDown), Fallon Henley, Lash Legend do Meta-Four, Ivy Nile do Diamond Mine (vinda do Raw), Izzi Dame, Kelani Jordan, Tatum Paxley e Wren Sinclair avançaram para as qualificatórias da luta de escadas. Jordan, Ruca, Legend, Henley, Parker e Michin avançaram para a luta de escadas, que Jordan venceu, tornando-se a campeã inaugural.

## Design do cinturão
O cinturão do campeonato é idêntico ao seu contraparte masculina, embora em uma pulseira branca menor, também apresentando uma pequena faixa que diz "Mulheres" logo acima da faixa "Norte-Americana" em sua placa principal. Como todos os outros cintos de campeonato da WWE, as duas placas laterais apresentam uma seção central removível que pode ser personalizada com os logotipos do campeão; as placas laterais padrão apresentam um logotipo NXT horizontal.

## Reinados

Atual campeã, Sol Ruca.

Até 5 de julho de 2025, houve 4 reinados entre 4 campeãs diferentes e uma ocasião em que o título ficou vago. Kelani Jordan foi a campeã inaugural e também detém o reinado mais longo, com 140 dias, enquanto Stephanie Vaquer tem o reinado mais curto, com 45 dias. Vaquer é a detentora de título mais velha, com 31 anos, enquanto Jordan é a mais jovem, com 25 anos.
Sol Ruca é a campeã atual em seu primeiro reinado. Ela conquistou o título vago ao derrotar Zaria, Kelani Jordan, Izzi Dame, Lola Vice e Thea Hail em uma luta de escadas no Stand & Deliver em 19 de abril de 2025, em Paradise, Nevada.
| No.         | Ordem de reinados na história                     |
| Reinado     | O número de reinados de cada lutadora             |
| Dias        | Número de dias retidos                            |
| Dias recon. | Número de dias retidos reconhecidos pela promoção |
| +           | Indica o reinado atual.                           |

| No.      | Campeãs          | Mudança de Campeonato   | Mudança de Campeonato | Mudança de Campeonato | Estatísticas do Reinado | Estatísticas do Reinado | Estatísticas do Reinado | Notas | Ref.        |
| No.      | Campeãs          | Data                    | Evento                | Localização           | Reinado                 | Dias                    | Dias recon.             | Notas | Ref.        |
| -------- | ---------------- | ----------------------- | --------------------- | --------------------- | ----------------------- | ----------------------- | ----------------------- | --- | ----------- |
| WWE: NXT |                  |                         |                       |                       |                         |                         |                         | |             |
| 1        | Kelani Jordan    | 9 de junho de 2024      | Battleground          | Enterprise, NV        | 1                       | 140                     | 140                     | Derrotou Sol Ruca, Lash Legend, Fallon Henley, Jaida Parker e Michin em uma luta de escadas para se tornar a campeã inaugural.                                                   | [ 3 ] [ 5 ] |
| 2        | Fallon Henley    | 27 de outubro de 2024   | Halloween Havoc       | Hershey, PA           | 1                       | 111                     | 110                     | Essa foi uma luta Spin the Wheel, Make the Deal: Spinner's Choice Gauntlet que também contou com as companheiras de grupo de Henley no Fatal Influence, Jazmyn Nyx e Jacy Jayne. | [ 8 ]       |
| 3        | Stephanie Vaquer | 15 de fevereiro de 2025 | Vengeance Day         | Washington, D.C.      | 1                       | 45                      | 45                      | | [ 9 ]       |
| —        | Vago             | 1 de abril de 2025      | NXT                   | Orlando, FL           | —                       | —                       | —                       | Sob ordem da gerente geral do NXT, Ava, Stephanie Vaquer abriu mão do título devido a também ser detentora do Campeonato Feminino do NXT.                                        | [ 10 ]      |
| 4        | Sol Ruca         | 19 de abril de 2025     | Stand & Deliver       | Paradise, NV          | 1                       | 77+                     | 77+                     | Derrotou Izzi Dame, Kelani Jordan, Lola Vice, Thea Hail e Zaria em uma luta de escadas com seis lutadoras para conquistar o título vago.                                         | [ 7 ]       |